# 停止！！雲雀
《停止！！雲雀》是日本漫畫家江口壽史創作的日本漫畫作品，於集英社漫畫雜誌《週刊少年Jump》1981年45號至1983年51號連載。台灣中文版由時報出版代理發行，中文譯名《變男變女變變變》。
最初發行的單行本未收錄最後4話，之後在1991年出版的完全版將單行本未收錄的4話其中3話加入，連載最終回則收錄於1999年發行的短篇集中。之後發行的文庫版將最後4話完整收錄。小學館發行的完全編輯版最終卷（第3卷）另收錄作者加筆短篇。
1983年5月至1984年1月改編成電視動畫。

## 故事簡介
「坂本耕作」因母親去世而變成了孤獨一人，只好聽從母親的遺言，投靠母親生前的老朋友－大空家。但大空家的主人大空自豪，偏偏剛好是「關東無惡不作聯盟。關東大空組」的組長。在耕作感到人身安全堪慮，而打算逃跑之際，一位美少女突然出現在耕作面前，於是一見鍾情的耕作，便決定繼續留在大空家生活，不過好戲才正要登場....
耕作最初見到的美少女，其實是身為男人的大空家長子—雲雀。燕子、閉與和麻雀三姊妹，才是大空家裡真正的美人。雲雀在學校扮女人的秘密，整個家族內沒有人不知道，但雲雀不但表現出喜歡耕作的樣子，還積極地展開了追求行動。耕作和雲雀引起的騷動，每天不斷地持續上演著，讓人連休息的閒暇都沒有.....

## 登場人物

### 大空組關係者
大空雲雀（配音：間嶋里美）
擁有美少女的姿容的男孩子。頭銜上是大空家「長子」。
坂本耕作（配音：古谷徹）
本作的另一主人公。
大空自豪（配音：八奈見乘兒）
關東大空組組長，大空四姊弟的父親。
大空燕子（配音：平野文）
大空家長女。
大空閉與（配音：色川京子）
大空家次女，大雲雀2歲。
大空麻雀（配音：鈴木富子）
大空家三女。早熟的小學生。

### 其他
椎名（配音：森功至）
為耕作和雲雀的同學，暗戀雲雀(當然不知道雲雀是男人)。從屬於拳擊部，當初比耕作強，不過，慢慢的縮短了之間的差距。
可愛里繪（配音：鶴弘美）
耕作和椎名從屬於的拳擊部的經理，喜歡椎名。耕作對她一見鍾情。
梶光男（配音：鹽屋治三）
燕子的同班同學。
花園薰（配音：中野聖子）
耕作和雲雀的同學。
吳井寺安晃（配音：矢代駿）
吳井寺會頭目的一個兒子。
本田拓人
耕作和雲雀的同學。
高圓寺百合（配音：山本百合子）
在暗戀耕作時失敗。但在耕作身邊探聽的時候知道了雲雀的秘密，並打算揭發。
白智小五郎（配音：宮內幸平）
被高圓寺百合僱傭的偵探。探聽雲雀的秘密向百合報告。

## 出版書籍
單行本
| 冊數 | 集英社         | 集英社             |
| 冊數 | 發售日期       | ISBN               |
| ---- | -------------- | ------------------ |
| 1    | 1982年11月15日 | ISBN 4-08-851391-6 |
| 2    | 1983年3月15日  | ISBN 4-08-851392-4 |
| 3    | 1983年6月15日  | ISBN 4-08-851393-2 |
| 4    | 1984年1月15日  | ISBN 4-08-851394-0 |

完全版
| 冊數 | 雙葉社       | 雙葉社                 | 時報出版       | 時報出版           |
| 冊數 | 發售日期     | ISBN                   | 發售日期       | ISBN               |
| ---- | ------------ | ---------------------- | -------------- | ------------------ |
| 1    | 1991年7月1日 | ISBN 978-4-57-528113-2 | 1997年8月11日  | ISBN 957-13-2360-8 |
| 2    | 1991年7月1日 | ISBN 978-4-57-528114-9 | 1997年10月17日 | ISBN 957-13-2361-6 |
| 3    | 1991年7月1日 | ISBN 978-4-57-528115-6 | 1997年11月27日 | ISBN 957-13-2362-4 |

文庫版
| 冊數 | 雙葉社    | 雙葉社                 | HOME社    | HOME社                 |
| 冊數 | 發售日期  | ISBN                   | 發售日期  | ISBN                   |
| ---- | --------- | ---------------------- | --------- | ---------------------- |
| 1    | 1995年1月 | ISBN 978-4-57-572018-1 | 2004年1月 | ISBN 978-4-83-427289-5 |
| 2    | 1995年1月 | ISBN 978-4-57-572019-8 | 2004年1月 | ISBN 978-4-83-427290-1 |

廉價版
| 冊數 | 集英社    | 集英社                 |
| 冊數 | 發售日期  | ISBN                   |
| ---- | --------- | ---------------------- |
| 1    | 2001年5月 | ISBN 978-4-08-106030-6 |
| 2    | 2001年5月 | ISBN 978-4-08-106036-8 |
| 3    | 2001年6月 | ISBN 978-4-08-106042-9 |
| 4    | 2001年6月 | ISBN 978-4-08-106048-1 |

完全編輯版
| 冊數 | 小學館         | 小學館                 |
| 冊數 | 發售日期       | ISBN                   |
| ---- | -------------- | ---------------------- |
| 1    | 2009年7月16日  | ISBN 978-4-77-803119-0 |
| 2    | 2009年10月16日 | ISBN 978-4-77-803120-6 |
| 3    | 2010年2月27日  | ISBN 978-4-77-803121-3 |

## 電視動畫

### 製作人員
- 企画：岡正（富士電視台）、横山賢二（東映動画）
- 原作：江口寿史
- 音樂：西村耕次
- 人物設計：兼森義則
- 美術設計：椋尾篁、窪田忠雄
- 系列構成：久岡敬史
- 製作人：大野清
- 製作擔當：佐々木章
- 特殊效果：岡田良明、中島正之、石橋康全、北村喜久子、熊井芳貴
- 攝影：白井久男、菅谷英夫、佐野禎史、佐藤隆郎
- 編輯：吉川泰弘
- 錄音：池上信照
- 效果：原田千昭
- 選曲：白井多美雄
- 配音協力：青二製作
- 演出助手：堀川和政、江幡宏之、松沢正一
- 製作進行：鈴木元、森田正男
- 音響監督：本田保則
- 記録：池田紀代子
- 顯像：東映化学
- 制作：富士電視台、東映動画

### 主題曲
片頭曲 ‐ 
作詞：伊藤皓 / 作曲・編曲：小林泉美  / 歌：雪野ゆき
片尾曲 - 
作詞：伊藤皓 / 作曲・編曲：小林泉美  / 歌：星野アイ

### 各話列表
| 話数 | 播放日期       | 標題 | 脚本       | （分鏡） 演出       | 作画監督 | 美術       |
| ---- | -------------- | ---- | ---------- | ------------------- | -------- | ---------- |
| 1    | 1983年 5月20日 |      | 柳川茂     | (今澤哲男) 久岡敬史 | 伊東誠   | 椋尾篁     |
| 2    | 5月27日        |      | 浅野佑美   | (笹川浩) 池田裕之   | 兼森義則 | 窪田忠雄   |
| 3    | 6月3日         |      | 土屋斗紀雄 | 川尻善昭            | 富沢和雄 | 椋尾篁     |
| 4    | 6月10日        |      | 戸田博史   | 石黒育              | 松本清   | 窪田忠雄   |
| 5    | 6月17日        |      | 柳川茂     | 山吉康夫            | 河村信道 | 窪田忠雄   |
| 6    | 6月24日        |      | 筒井ともみ | (笹川浩) 高山秀樹   | 八島善孝 | 窪田忠雄   |
| 7    | 7月1日         |      | 浅野佑美   | 今澤哲男            | 香西隆男 | 鹿野良行   |
| 8    | 7月8日         |      | 戸田博史   | 池田裕之            | 香西隆男 | 鹿野良行   |
| 9    | 7月15日        |      | 柳川茂     | 高山秀樹            | 梅津泰臣 | 窪田忠雄   |
| 10   | 7月22日        |      | 首藤剛志   | 石黒育              | 松本清   | 鹿野良行   |
| 11   | 7月29日        |      | 土屋斗紀雄 | 山吉康夫            | 河村信道 | 窪田忠雄   |
| 12   | 8月5日         |      | 浅野佑美   | 高山秀樹            | 横山健次 | 鹿野良行   |
| 13   | 8月12日        |      | 戸田博史   | 今澤哲男            | 香西隆男 | 河野尋美   |
| 14   | 8月19日        |      | 柳川茂     | 久岡敬史            | 兼森義則 | 窪田忠雄   |
| 15   | 8月26日        |      | 土屋斗紀雄 | 池田裕之            | 梅津泰臣 | 鹿野良行   |
| 16   | 9月2日         |      | 戸田博史   | 今澤哲男            | 香西隆男 | 窪田忠雄   |
| 17   | 9月9日         |      | 筒井ともみ | (福島和美) 久岡敬史 | 伊東誠   | 鹿野良行   |
| 18   | 9月16日        |      | 柳川茂     | 山吉康夫            | 河村信道 | 伊藤豊     |
| 19   | 9月23日        |      | 戸田博史   | (笹川浩) 新田義方   | 西城隆詞 | 鹿野良行   |
| 20   | 10月7日        |      | 土屋斗紀雄 | 久岡敬史            | 兼森義則 | 伊藤豊     |
| 21   | 10月14日       |      | 柳川茂     | 池田裕之            | 今沢恵子 | 鹿野良行   |
| 22   | 10月21日       |      | 戸田博史   | (笹川浩) 新田義方   | 西城隆詞 | 窪田忠雄   |
| 23   | 10月28日       |      | 柳川茂     | 笠井由勝            | 伊東誠   | 鹿野良行   |
| 24   | 11月4日        |      | 戸田博史   | 山吉康夫            | 河村信道 | 伊藤豊     |
| 25   | 11月11日       |      | 戸田博史   | 久岡敬史            | 兼森義則 | 鹿野良行   |
| 26   | 11月18日       |      | 土屋斗紀雄 | 新田義方            | 西城隆詞 | 伊藤豊     |
| 27   | 11月25日       |      | 柳川茂     | 池田裕之            | 今澤惠子 | 鹿野良行   |
| 28   | 12月2日        |      | 戸田博史   | 江幡宏之            | 水村十司 | 窪田忠雄   |
| 29   | 12月9日        |      | 戸田博史   | 新田義方            | 西城隆詞 | 鹿野良行   |
| 30   | 12月16日       |      | 柳川茂     | 山吉康夫            | 河村信道 | 伊藤豊     |
| 31   | 12月23日       |      | 柳川茂     | 久岡敬史            | 兼森義則 | 鹿野良行   |
| 32   | 1984年 1月6日  |      | 戸田博史   | 池田裕之            | 今沢恵子 | 窪田忠雄   |
| 33   | 1月13日        |      | 戸田博史   | 新田義方            | 西城隆詞 | 鹿野良行   |
| 34   | 1月20日        |      | 柳川茂     | 久岡敬史            | 兼森義則 | 峰村るみ子 |
| 35   | 1月27日        |      | 土屋斗紀雄 | 山吉康夫            | 河村信道 | 鹿野良行   |